# 岩沼藩
岩沼藩（日语：／ Iwanuma-han */?）是日本陸奧國名取郡岩沼的藩，萬治3年8月25日（1660年9月29日）創藩，天和元年12月26日（1682年2月3日）廢藩，為仙台藩的支藩，石高是30,000石，藩廳是岩沼城，江戶藩邸在寬文元年（1661年）時獲江戶幕府下賜於八丁堀，寬文7年（1667年）8月轉移至久保町，寬文9年（1669年）6月時遷移至愛宕下，延寶年間（1673年至1681年）時是位於南佐久間町二丁目。

## 歷史
萬治3年8月25日（1660年9月29日），田村宗良原本領有陸奧國栗原郡三迫岩崎1,124貫754文（即11,247石5斗4升），他與伊達宗勝成為仙台藩藩主伊達綱村的後見人，從而獲內分分知30,000石，並且定居於名取郡岩沼，寬文元年（1661年）8月時的領地是名取郡16村1,733貫290文和柴田郡17村1,283貫716文，總共是33村3,017貫6文（即30,170石6升），扣除無法耕種土地17貫6文，實質領有3,000貫文，原本在當地領有14,973石的古內氏則遷移至三迫岩崎。
寬文11年4月3日（1671年5月11日），宗良在伊達騷動時處以閉門，翌年4月獲赦免。延寶4年4月19日（1676年5月31日），他首次赴任岩沼。延寶6年3月26日（1678年5月16日），宗良在江戶藩邸上屋敷死去，同年5月28日（7月16日）由其次子田村宗永繼位。延寶8年9月6日（1680年10月28日），他首次赴任岩沼。天和元年12月26日（1682年2月3日），他奉命轉封至陸奧一關藩。其後，岩沼再次由古內氏領有，領地是一鄉7村704貫223文，直至幕末為止。

## 歷任藩主
| 家名   | 家格 | 名稱     | 石高     | 領地                 |
| ------ | ---- | -------- | -------- | -------------------- |
| 田村家 | 外樣 | 田村宗良 | 30,000石 | 陸奧國柴田郡和名取郡 |
| 田村家 | 外樣 | 田村宗永 | 30,000石 | 陸奧國柴田郡和名取郡 |

## 領地
| 令制國 | 郡     | 領地 |
| ------ | ------ | --- |
| 陸奧國 | 柴田郡 | 四日市場、上川名、富澤、入間田、葉坂、入間野、舟迫、成田、小成田、菅生、足立、村田、小泉、薄木、關場、沼田 |
| 陸奧國 | 名取郡 | 岩沼鄉、三色吉、長岡、志賀、小川、北長谷、南長谷、押分、早股、北目、笠島、小豆島、植松、飯野坂、本鄉、堀內 |

## 註解
1. ↑  岩沼現為宮城縣岩沼市阿武隈、桑原、藤浪、吹上（日语：吹上 (岩沼市)）、大昭和（日语：大昭和）、二木、館下、大手町、稻荷町、本町、中央、櫻、末廣（日语：末広 (岩沼市)）、相之原、梶橋、字朝日和荒井一帶[1]。
2. ↑  現行對應地名如下[6]：
  - 久保町是櫻田七町（桜田七か町）和兼房町的統稱，櫻田七町由櫻田太左衛門町、櫻田久保町、櫻田善右衛門町、櫻田伏見町、櫻田和泉町、櫻田鍛冶町和櫻田備前町組成。
    - 櫻田太左衛門町現為東京都港區西新橋1丁目11和12北部。
    - 櫻田久保町現為西新橋1丁目13至15的東部。
    - 櫻田善右衛門町現為西新橋1丁目15以及其東邊道路的西南面以外的部分。
    - 櫻田伏見町現為新橋2丁目1、2和12的西北部。
    - 櫻田和泉町現為新橋2丁目東南部和西新橋1丁目16的南部一帶。
    - 櫻田鍛冶町現為西新橋1丁目16的東北部以及17除了東北部的部分。
    - 櫻田備前町現為西新橋1丁目18、19和17的西北部。

  - 兼房町現為新橋2丁目3至5和10至14一帶。
  - 愛宕下現為港區愛宕山東部西新橋至新橋一帶的低地。
  - 南佐久間町二丁目現為西新橋2丁目[5]。
3. ↑  三迫岩崎現為宮城縣栗原市栗駒（日语：栗駒町）岩崎（日语：岩ヶ崎町）[1]。